# 出張ホストクラブ
出張ホストクラブ（しゅっちょうホストクラブ）は、通称「デリホス（デリバリーホスト）」・「出張ホスト」と呼ばれ、「ホスト」と呼ばれる男性が、主に女性客を対象に映画鑑賞・ショッピング・ドライブ・観光案内・食事の同伴・性交渉など、デート気分を楽しませるサービスである。レンタル彼氏・女性用風俗と称している店もある。風適法による「無店舗型風俗特殊営業」の、届出が必要である。

## 概要
「ホストクラブ」の出張バージョンと言うことで、この名で呼ばれる。ホテル等での性交渉があるコースも、ないコースも頼めるようになっている場合がある。ゲイ向けのものは、ゲイ向け風俗店（いわゆる売り専）のデリバリータイプのものを指し、性交渉があるケースが多い。

## 現代の出張ホストクラブ像
現在でも電話による指名を受け付ける所も存在しているが、基本的に出張ホストクラブの各ウェブサイトから指名及び支払いをクレジットカード決済などですることができる。出張ホストの容姿を含めた情報は、本人の写真や、ブログ、そして出張ホストが発信しているTwitterなどのSNS情報によって閲覧できる。
またレンタル彼氏をはじめとした昨今のブームなどによる新規情報サイトの進出や、男性向けの水商売や風俗を専門に取り扱った情報サイトの１カテゴリーとして、また男性向けの情報サイトを運営している事業者が新たに女性向けとして運営する姉妹サイトなどがあり、出張ホストクラブを比較することが容易となっている。

### 個人ホスト
携帯電話の登場、インターネットの普及により、個人で出張ホストをするものが出てきたというのも一つの流れである。自らの顔と携帯番号、趣味や価格、出張可能範囲などを載せたホームページを公開し、それを見た女性からのアクセスを待つというシステムである。不安軽減のため、まずは携帯電話へ冷やかしもOKとされている場合もある。自らの特技（例えば、客となった女性のために歌を作る、詩を書くなど）を売り物にするホストもいる。
個人で活動しているホストの一番の問題点は、お客による指名のスッポカシが挙げられる。単純にイタズラや冷やかしで呼び出す場合もあるが、ホームページに掲載している画像と雰囲気が違う場合、待ち合わせ場所にまで来てはいたが会わずに黙って帰ってしまうと云う例が挙げられる。そのため事前にホストの所有する銀行口座に交通費や指名料の頭金を振り込んでもらい対策を講じるホストもいるが、銀行口座から本名などの個人情報が漏洩してしまったり、収入が明らかになるために税金を納めていないホストが税務調査を受けることになる場合もある。以上のことからトラブルを避けるために団体の出張ホストサイトに所属し、団体の出張ホストサイトの事務所を仲介して金銭の受け渡しをすることを望む場合が多い。

### ゲイ向け
客先や、ホテルに呼ぶことができるタイプのウリ専バーに近いものである。かつては指名前にホスト男性の顔を確認することができず、電話による口頭の説明だけでホストの男性を決めていた。しかし近年はインターネットや事務所で写真を見てホストを決めるようになっている。マンションの一室などに事務所を置いていることが多く、奥の部屋や、事務所とは別のマンションに個室を用意している場合もあり、これを個室ホストと呼ぶ。ウリ専と異なりバーを運営しているわけではない。1970~80年代頃からゲイ雑誌に「出張ホスト」の広告が出るようになった。スポーツ新聞にも出張ホスト募集の広告が出ている。

## 犯罪との関係
登録制の出張ホストの場合、登録方法は多様である。経営者が事前にホスト志願者に登録料を支払わせる形式もある。中にはこの形式を「詐欺だ」と主張する者もいるが、店側が募集の段階で事前にこの形式を説明し、志願者が納得の上で支払い、店側が客に向けて宣伝をし、客からの指名が登録ホストに届くようになっていれば、詐欺とはいえない。たとえ、登録ホストが登録料を支払ったのに全然指名がなくても、店側の稼ぎが全て登録料だとしても、詐欺とはいえない。
理想としては、事前に一定期間の無料試用期間があり、ホスト志願者がホストとして活動の目処立つと判断できた場合に無料期間が過ぎた時点から更新料として、掲載料を支払う形式がいいのは当然。だが、その形式では店側が全然稼げず経営が成立しないと説明をして、登録料形式にしたとしても、詐欺とか悪徳商法とは言えない。
売上マージン制の場合は、指名の売上が上がってから売上に対しての決められたマージン額を事務所に支払う形が正式な売上マージン制といえる。だが、それでは店としての経営がなりたたない場合、登録ホストから登録料で稼ぐという形式にするのも仕方がない。重要なのは、ホスト志願者にとって選択肢が増えることである。
店側がホスト志願者から登録料だけを取るだけとって、後は全然客向けに宣伝をせず、客からの指名が登録ホストに届くような形式にしていない場合だと、「登録料詐欺」といわれても仕方がない。また、ホスト志願者に、ホスト募集欄での事前の説明もなしに、後になってから必要品と称して高額のグッズを購入させる手口や、退会時に宣伝サイトから削除代を要求する手口もある。さらに、ホストが客先に出向くことを利用された「美人局（つつもたせ）」などの犯罪に巻き込まれる危険性がある。この他、ホストの対応が難しい「過激なSMプレイ」や「複数の女への奉仕」を強制させ、お得意様の客が満足できず怒らせたと言いがかりをつけて損害賠償を払わせるという荒い手口も存在する。
出張ホストは、店舗型ホストで云う処の裏引き、直引き（ウリセンで云うヤミケン）が容認されている処が主流である。そのため指名代金に関しては、お客とホストのやり取りとして、経営者は一切関与しないことになる。しかし、金銭の不払いや掛指名、指名時間の計算の概念から、お客とホストの指名代金のやり取りでトラブルを招くことが多い。そのため、お客は指名代金を一旦経営者に振り込んで預かって貰い、トラブルなく指名が終了した後に、経営者がホストに指名代金を振り込むという流れが安全とされるようになった。万が一、トラブルが発生した場合など経営者の段階で指名代金が止まっているので対処することも可能であり、指名代金を事前にホストに振り込んだにも関わらず、待ち合わせの場所にホストが現れなかった。というような被害を防止できる。ホストも指名代金を手にするまでは、いい加減な接客が出来ないのでナアナアの態度をしないようになる。
しかし、店側が客からの金を全額受け取り、後でホストに取り分を渡す形式だと、店側が源泉徴収税を税務署に支払わなくてはならないということになる。後で税務署から莫大な源泉徴収税の取り立てがあり、経営者が逃げた例もある。法律上、店側があくまでも場所貸しだけだとか宣伝だけだという形式にしておいた方が何かとややこしくないので、経営者もそうすることもある。

## 出張ホストを扱った作品
漫画
- 『B.O.D.Y.』（著/美森青、発行/集英社）
- 『デリカレ』（著/松苗あけみ、発行/白泉社）
- 『H-エイチ-』（著/桜井まちこ、発行/講談社）
- 『ANGEL』（著/遊人、発行/集英社）

書籍
- 『レンタル彼氏』（著/酒井あゆみ、発行/幻冬舎）